# 24 ur Le Mansa 1971
24 ur Le Mansa 1971 je bila devetintrideseta vzdržljivostna dirka 24 ur Le Mansa in deveta dirka Svetovnega prvenstva športnih dirkalnikov v sezoni 1971. Potekala je 12. in 13. junija 1971.

## Rezultati

### Uvrščeni
| Poz | Razred  | Št | Moštvo                                | Dirkači                                 | Šasija            | Motor                | Krogi |
| --- | ------- | -- | ------------------------------------- | --------------------------------------- | ----------------- | -------------------- | ----- |
| 1   | S 5.0   | 22 | Martini Racing Team                   | Dr. Helmut Marko Gijs van Lennep        | Porsche 917K      | Porsche 4.9L Flat-12 | 397   |
| 2   | S 5.0   | 19 | John Wyer Automotive Engineering Ltd. | Richard Attwood Herbert Müller          | Porsche 917K      | Porsche 4.9L Flat-12 | 395   |
| 3   | S 5.0   | 12 | North American Racing Team (NART)     | Sam Posey Tony Adamowicz                | Ferrari 512M      | Ferrari 5.0L V12     | 366   |
| 4   | S 5.0   | 16 | David Piper Autorace                  | Chris Craft David Weir                  | Ferrari 512M      | Ferrari 5.0L V12     | 355   |
| 5   | S 5.0   | 58 | North American Racing Team (NART)     | Bob Grossman Luigi Chinetti Jr.         | Ferrari 365 GTB/4 | Ferrari 4.4L V12     | 314   |
| 6   | GT +2.0 | 63 | ASA Cachia Bundi                      | Raymond Touroul André Anselme           | Porsche 911S      | Porsche 2.4L Flat-6  | 306   |
| 7   | P 2.0   | 49 | André Wicky Racing Team               | Walter Brun Peter Mattli                | Porsche 907       | Porsche 2.0L Flat-6  | 306   |
| 8   | GT +2.0 | 38 | René Mazzia                           | René Mazzia Jürgen Barth                | Porsche 911EC     | Porsche 2.4L Flat-6  | 303   |
| 9   | GT +2.0 | 42 | Jean Mesange                          | Jean Mesange "Gedehem"                  | Porsche 911S      | Porsche 2.2L Flat-6  | 298   |
| 10  | GT +2.0 | 26 | Nicolas Koob                          | Erwin Kremer Nicolas Koob Günther Huber | Porsche 911S      | Porsche 2.4L Flat-6  | 292   |
| 11  | GT +2.0 | 39 | A.G.A.C.I.                            | Guy Verrier Gerard Foucault             | Porsche 911S      | Porsche 2.2L Flat-6  | 290   |
| 12  | GT +2.0 | 44 | The Paul Watson Race Organisation     | Paul Vestey Richard Bond                | Porsche 911S      | Porsche 2.2L Flat-6  | 286   |
| 13  | GT +2.0 | 36 | Ecurie Jean Sage                      | Björn Waldegård Bernard Cheneviére      | Porsche 911S      | Porsche 2.4L Flat-6  | 263   |

### Neuvrščeni
| Poz | Razred | Št | Moštvo             | Dirkači                      | Šasija     | Motor                     | Krogi |
| --- | ------ | -- | ------------------ | ---------------------------- | ---------- | ------------------------- | ----- |
| 14  | P 3.0  | 24 | Automobiles Ligier | Guy Ligier Patrick Depailler | Ligier JS3 | Ford Cosworth DFV 3.0L V8 | 270   |

### Odstopi
| Poz | Razred  | Št | Moštvo                                     | Dirkači                                | Šasija                      | Motor                     | Krogi |
| --- | ------- | -- | ------------------------------------------ | -------------------------------------- | --------------------------- | ------------------------- | ----- |
| 15  | GT +2.0 | 35 | Pierre Greub                               | Sylvain Garant Pierre Greub            | Porsche 911S                | Porsche 2.4L Flat-6       |       |
| 16  | S 5.0   | 57 | Zitro Racing Team / Dominique Martin       | Dominique Martin Gérard Pillon         | Porsche 917K                | Porsche 4.5L Flat-12      |       |
| 17  | P 3.0   | 29 | André Wicky Racing Team                    | André Wicky Max Cohen-Olivar           | Porsche 908/2               | Porsche 3.0L Flat-8       |       |
| 18  | S 5.0   | 17 | John Wyer Automotive Engineering Ltd.      | Jo Siffert Derek Bell                  | Porsche 917K                | Porsche 4.9L Flat-12      |       |
| 19  | P 3.0   | 32 | Equipe Matra-Simca                         | Chris Amon Jean-Pierre Beltoise        | Matra-Simca MS660           | Matra 3.0L V12            |       |
| 20  | S 5.0   | 9  | Ecurie Francorchamps                       | Hughes de Fierlandt Alain de Cadenet   | Ferrari 512M                | Ferrari 5.0L V12          |       |
| 21  | S 5.0   | 6  | Scuderia Filipinetti Scuderia Piccho Rosso | Corrado Manfredini Giancarlo Gagliardi | Ferrari 512M                | Ferrari 5.0L V12          |       |
| 22  | GT 2.0  | 47 | André Wicky Racing Team                    | Jean-Jacques Cochet Jean Selz          | Porsche 911S                | Porsche 2.0L Flat-6       |       |
| 23  | GT +2.0 | 1  | Ecurie Léopard                             | Jean-Claude Aubriet Jean-Pierre Rouget | Chevrolet Corvette Stingray | Chevrolet 7.0L V8         |       |
| 24  | P 3.0   | 30 | Louis Cosson                               | Louis Cosson Helmut Leuze              | Porsche 908/2               | Porsche 3.0L Flat-8       |       |
| 25  | GT 2.0  | 69 | Autohaus Max Moritz GmbH                   | Gerd F. Quist Dietrich Krum            | Porsche 914/6 GT            | Porsche 2.0L Flat-6       |       |
| 26  | GT +2.0 | 2  | Greder Racing                              | Marie-Claude Charmasson Henri Greder   | Chevrolet Corvette Stingray | Chevrolet 7.0L V8         |       |
| 27  | S 5.0   | 18 | John Wyer Automotive Engineering Ltd.      | Pedro Rodriguez Jackie Oliver          | Porsche 917L                | Porsche 4.9L Flat-12      |       |
| 28  | S 5.0   | 15 | Escuderia Montjuich                        | José Juncadella Nino Vaccarella        | Ferrari 512M                | Ferrari 5.0L V12          |       |
| 29  | P 3.0   | 28 | Auguste Veuillet / Etablissement Sonauto   | Claude Ballot-Léna Guy Chasseuil       | Porsche 908/2               | Porsche 3.0L Flat-8       |       |
| 30  | S 5.0   | 7  | Scuderia Filipinetti                       | Mike Parkes Henri Pescarolo            | Ferrari 512F                | Ferrari 5.0L V12          |       |
| 31  | GT +2.0 | 65 | Jacques Dechaumel                          | Jacques Dechaumel Jean-Claude Parot    | Porsche 911S                | Porsche 2.3L Flat-6       |       |
| 32  | S 5.0   | 23 | Martini Racing Team                        | Reinhold Joest Willi Kauhsen           | Porsche 917/20 "Pink Pig"   | Porsche 4.9L Flat-12      |       |
| 33  | S 5.0   | 21 | Martini Racing Team                        | Vic Elford Gerard Larrousse            | Porsche 917L                | Porsche 4.9L Flat-12      |       |
| 34  | GT +2.0 | 33 | Rey Racing                                 | Jean-Pierre Cassegrain Jacques Rey     | Porsche 911S                | Porsche 2.4L Flat-6       |       |
| 35  | GT 2.0  | 46 | Ecurie Porsche Club Romand                 | Paul Keller Jean Sage                  | Porsche 914/6 GT            | Porsche 2.0L Flat-6       |       |
| 36  | GT +2.0 | 34 | Richie Ginther Racing Inc.                 | Alain Johnson Elliot Forbes-Robinson   | Porsche 911S                | Porsche 2.4L Flat-6       |       |
| 37  | GT +2.0 | 37 | Pierre Mauroy                              | Pierre Mauroy Jean-Claude Lagniez      | Porsche 911S                | Porsche 2.4L Flat-6       |       |
| 38  | GT +2.0 | 40 | Jean Egreteaud                             | Jean Egreteaud Jean-Marie Jacquemin    | Porsche 911S                | Porsche 2.2L Flat-6       |       |
| 39  | GT +2.0 | 41 | Jean-Pierre Gaban                          | Jean-Pierre Gaban Willy Braillard      | Porsche 911S                | Porsche 2.2L Flat-6       |       |
| 40  | P 2.0   | 50 | Camel Filters Team Huron                   | Guy Edwards Roger Enever               | Lola T212                   | Ford Cosworth FVC 1.8L I4 |       |
| 41  | S 5.0   | 11 | Roger Penske / Kirk F. White               | Mark Donohue David Hobbs               | Ferrari 512M/P              | Ferrari 5.0L V12          |       |
| 42  | S 5.0   | 10 | Gelo Racing Team                           | Georg Loos Franz Pesch                 | Ferrari 512M                | Ferrari 5.0L V12          |       |
| 43  | P 3.0   | 60 | Claude Haldi                               | Claude Haldi Hans-Dieter Weigel        | Porsche 908/2               | Porsche 3.0L Flat-8       |       |
| 44  | S 5.0   | 14 | North American Racing Team (NART)          | Masten Gregory George Eaton            | Ferrari 512S Spyder         | Ferrari 5.0L V12          |       |
| 45  | GT +2.0 | 66 | Rey Racing                                 | Jean-Claude Guérie Claude Mathurin     | Porsche 911S                | Porsche 2.4L Flat-6       |       |
| 46  | GT +2.0 | 48 | Jean-Pierre Hanrioud                       | Jean-Pierre Hanrioud Mario Ilotte      | Porsche 911S                | Porsche 2.2L Flat-6       |       |
| 47  | GT +2.0 | 43 | Francois Migault                           | Jean-Pierre Bodin Gilbert Courthiade   | Porsche 911S                | Porsche 2.2L Flat-6       |       |
| 48  | P 3.0   | 27 | Christian Poirot                           | Christian Poirot Jean-Claude Andruet   | Porsche 910                 | Porsche 3.0L Flat-8       |       |
| 49  | S 5.0   | 5  | Racing Team VDS                            | Teddy Pilette Gustave Gosselin         | Lola T70 Mk.IIIB            | Chevrolet 5.0L V8         |       |

### Statistika
- Najboljši štartni položaj - #18 John Wyer Automotive Engineering Ltd. - 3:13.90
- Najhitrejši krog - #18 John Wyer Automotive Engineering Ltd. - 3:18.40
- Razdalja - 5335.313km
- Povprečna hitrost - 222.304km/h

### Dobitniki nagrad
- Index of Performance - #22 Martini International Racing Team
- Index of Thermal Efficiency - #58 North American Racing Team (NART)